# Os bru cantàbric
Ursus arctos pyrenaicus (os bru cantàbric o os bru ibèric) és una població d'ossos bruns euroasiàtics (Ursus arctos arctos) que viuen a la serralada Cantàbrica d'Espanya. De mitjana, les femelles pesen 85 kg, però poden arribar fins als 150 kg. Els mascles pesen de mitjana 115 kg, encara que poden pesar fins a 200 kg. L'os mesura entre 1,6 i 2 metres de longitud, i entre 0,90 i 1 metre a l'altura de l'espatlla. A Espanya, se'l coneix com l'Os bru cantàbric i, més localment, a Astúries com Osu. És tímid i evitarà el contacte humà sempre que sigui possible. L'os bru cantàbric pot viure de 25 a 30 anys en estat salvatge.

## Evolució

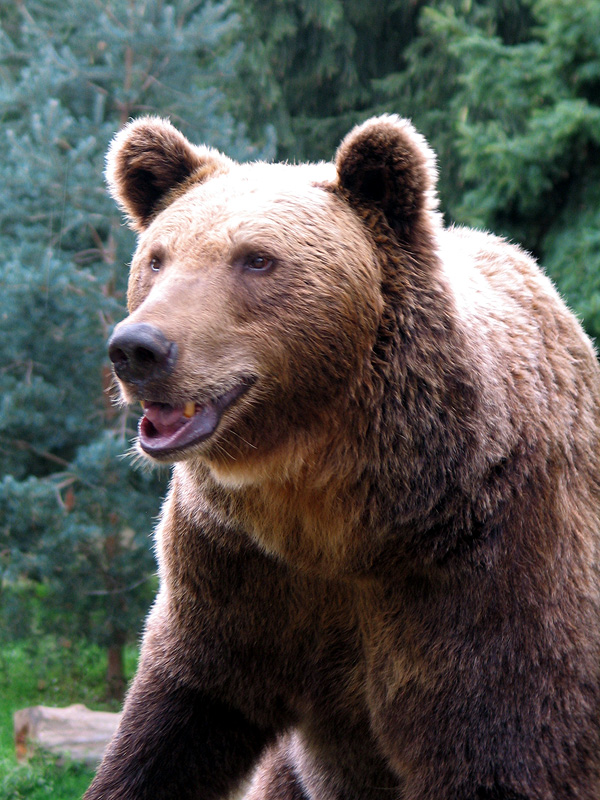
Os bru cantàbric en captivitat en un parc dels Pirineus

Es creu que l'os bru (Ursus arctos, L. 1758) prové del continent asiàtic i posteriorment es va estendre per tot l'hemisferi nord, colonitzant gran part de la massa terrestre d'Euràsia i Amèrica del Nord.
Els experts continuen debatent sobre les subespècies de l'os bru. A principis del segle xx, Cabrera (1914) va considerar que l'os bru cantàbric era una subespècie diferent de l'os bru europeu (U. a. arctos; una classificació actualment en debat) i ell va anomenar Ursus arctos pyrenaicus (Fischer, 1829). Aquest es caracteritza per la coloració groguenca de les puntes del seu cabell i les seves potes negres. No obstant això, la recerca de l'ADN filogenètic i mitocondrial ha portat al consens científic general que l'os bru europeu no és una subespècie separada. Aquests estudis recents també han trobat que les poblacions europees es divideixen en dos llinatges genètics principals; un tipus oriental i un tipus occidental.
L'os bru cantàbric forma part del tipus occidental, les barreres efectives de les capes de gel del Plistocè dels Alps i els Balcans han dirigit la propagació de l'os bru respectivament, al nord i a l'est i al sud i a l'oest. S'ha fet una distinció addicional dels dos clades dins del llinatge occidental després de la recolonització postglacial posterior a l'Últim Màxim Glacial (LGM): un format per les poblacions d'ossos del sud d'Escandinàvia, els Pirineus i les muntanyes cantàbriques i l'altre format per les poblacions d'ossos dels Alps (vessant Sud), els Apenins, els Alps Dinárics, les muntanyes de Rila, les muntanyes de Ródope i la serralada dels Balcans. Això situa a la població romanent d'ossos bruns del sud de Suècia com els parents més propers de l'os bru cantàbric. L'última femella reproductiva nativa d'os bru als Pirineus, Cannelle, va rebre un tret d'un caçador el 2004. Des dels anys noranta, França i Catalunya estan introduint ossos bruns d'Eslovènia als Pirineus per reforçar la minsa població relicta.

## Geografia i distribució
En el passat, l'os bru estigué present a la major part de la península Ibèrica. Però des de la segona meitat del segle xx, la seva distribució s'ha reduït pràcticament només a dues poblacions aïllades a les muntanyes cantàbriques del nord d'Espanya. Aquesta reducció es pot atribuir principalment la persecució humana (caça directa i furtivisme) i la pèrdua d'hàbitat causada per l'agricultura i la construcció. En el seu conjunt, les dues poblacions del Cantàbric ocupen un territori total de 5.000 i 7.000 km² que cobreix les províncies d'Astúries, Lleó i Lugo, a l'oest, i Palència, Lleó, Cantàbria i Astúries, en l'est. Les xifres demogràfiques del 2007 apuntaven una població d'entre 100 i 110 ossos en l'enclavament occidental i d'entre 20 i 30 a l'oriental, una situació que va posar a la població més petita en risc d'endogàmia. Les dues poblacions estan separades per uns 30–40 km, una ruptura que s'ha interpretat com la conseqüència del desenvolupament d'infraestructures de comunicació i la pressió humana. No obstant això, el 2008 es van obtenir mostres genètiques al parc natural de Redes que apunta a l'encreuament recent entre les dues poblacions.
El 2005, es va informar la presència d'ossos bruns a la Peña Trevinca (entre Ourense i Zamora), a menys de 20 km de la frontera portuguesa, amb un rastre de petjades en una gran plataforma de fang. El 2019, les autoritats portugueses van confirmar que un os bru havia vagat dins del territori portuguès, al Parc Natural de Montesinho, i l'evidència suggereix que aquest no va ser un esdeveniment aïllat, com ho confirmen les petjades dels primers mesos de l'any i els albiraments locals.

## Estat de protecció
L'os bru cantàbric està catalogat a la Llista Vermella Espanyola d'Espècies en Perill d'Extinció. També figura a l'Avaluació Europea de Mamífers en perill crític. Globalment, està present a la Llista Vermella d'Espècies Amenaçades de la UICN amb el motiu de menor preocupació, a causa de l'existència de poblacions relativament sanes d'ossos bruns en altres parts del planeta. A Espanya hi ha una multa màxima de 300.000 € per matar un os després de la prohibició de caçar l'espècie del 1973.

## Amenaces
En la població oriental més petita, l'endogàmia ha donat lloc a complicacions genètiques que inclouen la probabilitat més gran de defectes congènits i una proporció més alta de naixements d'ossalls (cadells d'os) mascles. A això s'hi afegeix una propensió extrema de les femelles a romandre en el mateix territori en què van néixer (filopàtria), la qual condueix a una taxa de dispersió molt lenta de les osses reproductives. Una altra amenaça actual es presenta en la forma de les lleis de la UE sobre l'encefalopatia espongiforme bovina (EEB), les quals obliguen que es retirin els cadàvers del bestiar del camp. Tot i que la carronya constitueix només una petita part de la dieta principalment vegetariana de l'os bru cantàbric, aquesta és molt important per a l'assoliment de les reserves de greixos de cara a l'hivern i, a la primavera, és una font vital de sosteniment després dels rigors dels mesos freds. Hi ha hagut preocupació que els hiverns suaus recents, possiblement a causa del canvi climàtic, no hagin estat prou severs per a requerir la hibernació. Tanmateix, els ossos de vegades estan actius durant el clima fred de l'hivern per raons que no han estat del tot aclarides.
Les infraestructures fetes per l'home, com les carreteres i els ferrocarrils, inhibeixen el creixement de la població de l'os bru cantàbric. L'amenaça humana més recent és un projecte de construcció d'un complex d'esquí en el pas de Sant Glorio, un indret a la regió oriental de l'hàbitat dels ossos. Malgrat que el Ministeri del Medi ambient d'Espanya, enumera a l'os bru com en perill d'extinció a Espanya, al seu Catàleg Nacional d'Espècies Amenaçades, i l'existència de fortes multes destinades a protegir als pocs ossos restants, el fet és que cada any hi ha ossos que són morts per la intervenció humana. Segons un article publicat el desembre del 2007 al diari El País, vuit ossos bruns havien estat assassinats, per enverinament o furtivisme, a les muntanyes del Cantàbric des de l'any 2000.

## Conservació

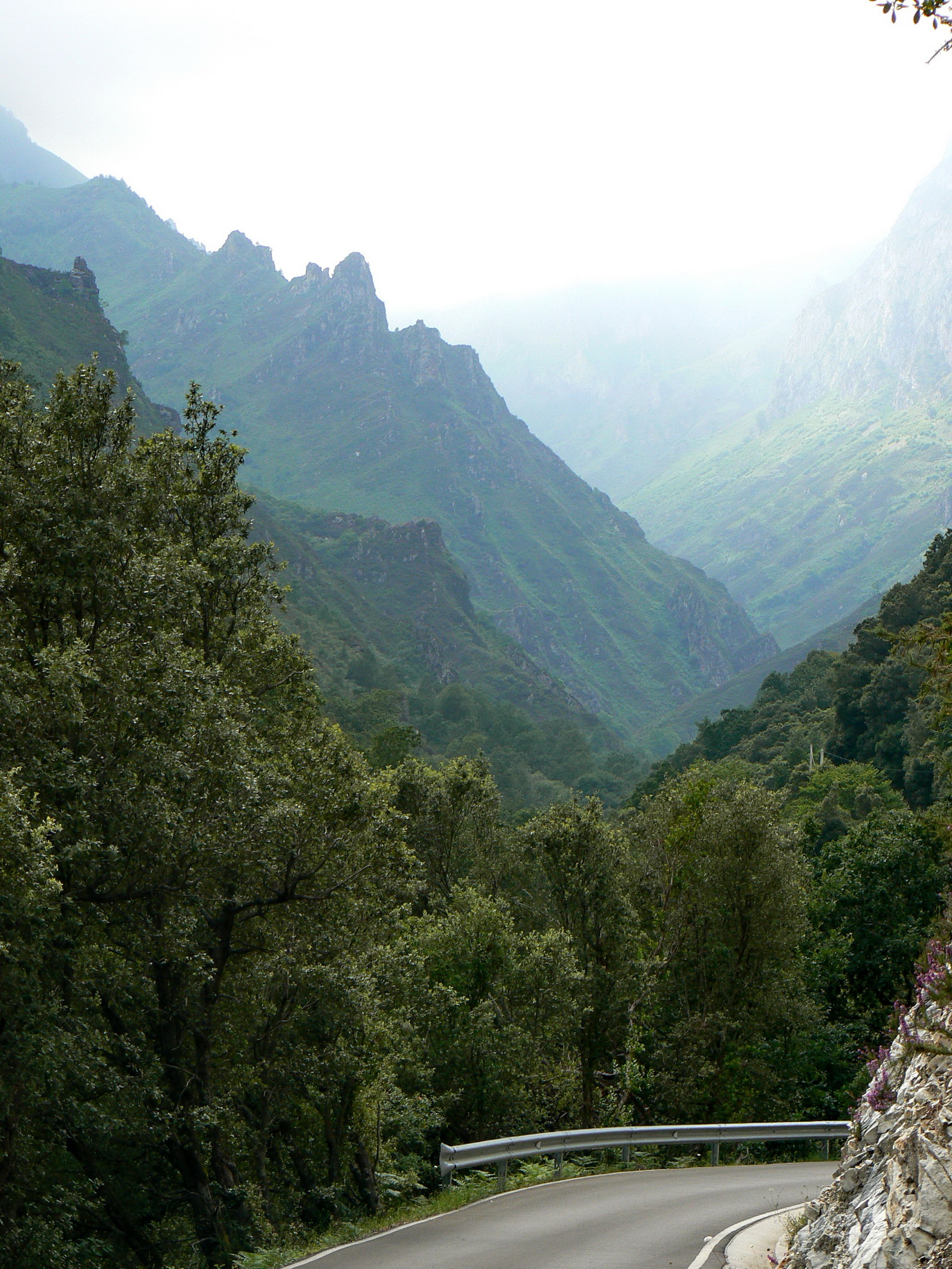
Un paisatge de la Serralada Cantàbrica, hàbitat de l'os bru

Un "Pla d'acció per a la conservació de l'ós bru (Ursus arctos) a Europa", publicat el 2000, va fer recomanacions específiques per a la gestió dels ossos a Espanya. El Ministeri del Medi ambient havia elaborat prèviament un "Pla per a la Recuperació de l'Os bru" amb la intenció de salvar l'espècie de l'extinció mitjançant la coordinació dels esforços de conservació en les comunitats autònomes en les quals actualment viu. Entre les responsabilitats dels governs regionals es troben diversos parcs naturals que proporcionen un hàbitat adequat per als ossos. Els ossos semblen no tenir una presència permanent a l'únic parc nacional a les muntanyes del Cantàbric, el Parc Nacional de Picos de Europa. Del 2014 ençà, la població s'estima per sobre dels 300 ossos.
L'hàbitat dels ossos és monitorat per patrulles forestals especialitzades i hi ha programes d'educació en marxa, particularment entre els joves però també entre els grups de caça. Un projecte de "captura de fotos" està tenint èxit i s'estan considerant altres actors per a realitzar seguiment per ràdio. A més de continuar la recerca científica, els esforços de conservació se centren actualment a millorar la connectivitat entre les dues subpoblacions per tal d'assegurar una població genèticament viable. Les entitats conservacionistes estan treballant per preservar els passadissos biològics històricament utilitzats pels ossos i estan plantant arbres fruiters i col·locant ruscos per complementar la seva dieta. S'han recolzat als corredors del programa LIFE de la UE que se centren en un corredor entre les dues subpoblacions i un corredor fora del parc natural de Somiedo. La integració proposada per la UNESCO de les reserves existents de la biosfera del Cantàbric dins d'una súper reserva Gran Cantàbrica també està destinada a ajudar els ossos a expandir la seva distribució a través, per exemple, de la comarca dos Ancares, a la província de Lugo.